# قرش فضي الطرف
قرش فضي الطرف (الاسم العلمي: Carcharhinus albimarginatus)، هو نوع كبير من سمك القرش الترابيوفصيلة البنبكيات، أعطانه في جميع أنحاء المحيط الهندي الاستوائية والمحيط الهادي.

## معرض صور

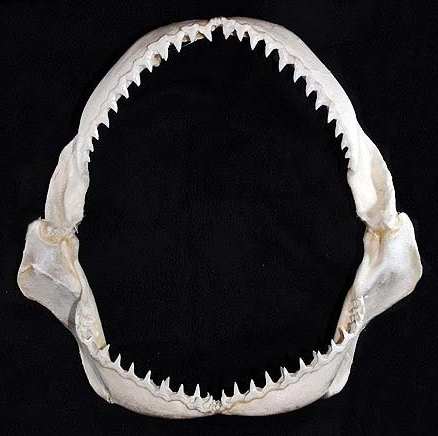
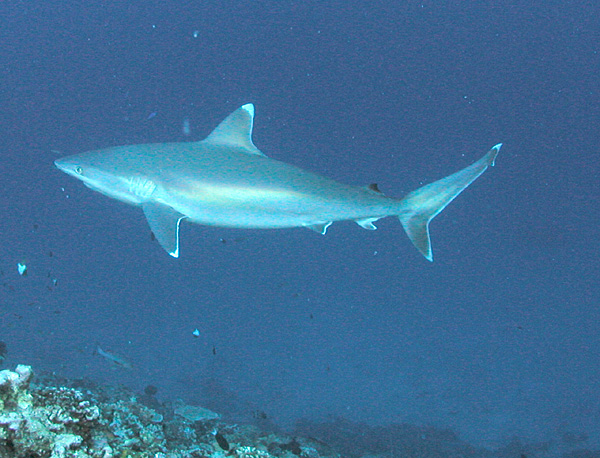
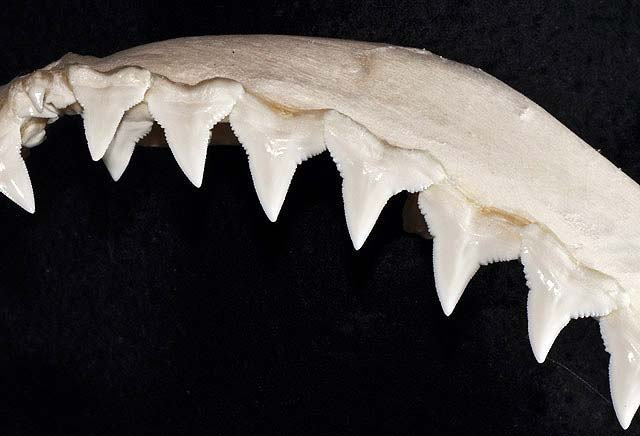
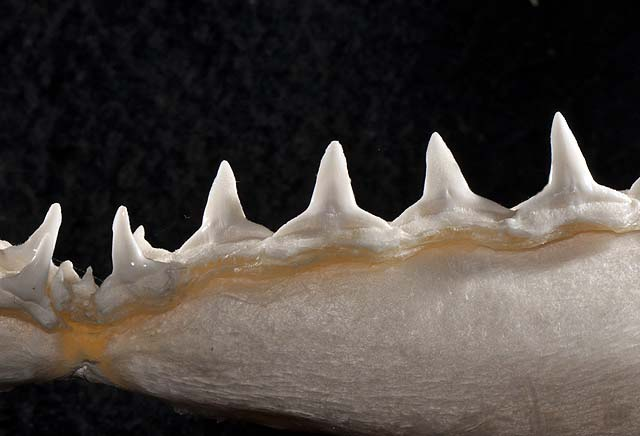